# Adrian Zeljković
Adrian Zeljković, slovenski nogometaš, * 19. avgust 2002.
Zeljković je profesionalni nogometaš, ki igra na položaju vezista. Od leta 2025 je član češkega kluba Viktoria Plzeň, od leta 2024 pa tudi slovenske reprezentance. Pred tem je igral za slovenska kluba Olimpijo in Tabor Sežano ter slovaško Spartak Trnavo. Skupno je v prvi slovenski ligi odigral 41 tekem in dosegel en gol. Bil je tudi član slovenske reprezentance do 17 in 21 let.